# Toxoproctis melanodema
Toxoproctis melanodema är en fjärilsart som beskrevs av Collenette 1935. Toxoproctis melanodema ingår i släktet Toxoproctis och familjen tofsspinnare. Inga underarter finns listade i Catalogue of Life.